# Talbot-Lago
Talbot-Lago – nieistniejący już francuski producent samochodów i konstruktor Formuły 1.

## Historia
Początki firmy Talbot sięgają 1903 roku, kiedy to hrabia Shrewsbury Charles Chetwynd-Talbot zaczął importować samochody Clément-Bayard, a w następnym roku zbudował własną fabrykę i zaczął produkować samochody pod nazwą Talbot. W 1919 roku firma połączyła się z Sunbeam, a rok później – z Darracq, tworząc STD Ltd.
STD rozpadło się w 1935 roku i wówczas to kontrolę nad Talbotem przejął i firmę zreorganizował Antonio Lago. Lago wprowadził gamę samochodów sportowych, a dwa z nich zostały zgłoszone do wyścigu 24h Le Mans w 1937 roku. W roku 1938 jeden z Talbotów-Lago ukończył ten długodystansowy wyścig na trzecim miejscu. W 1939 roku Raymond Mays wziął udział jednomiejscowym Talbotem-Lago w Grand Prix Francji.
Po II wojnie światowej Carlo Marchetti rozwijał jednomiejscowy samochód wyścigowy Talbota, dzięki czemu Louis Rosier w 1948 roku został mistrzem Francji. Talbot-Lago 26C rywalizował także w Formule 1 w latach 1950–1951, ale nie był konkurencyjny względem Alf Romeo i Ferrari. Najlepszym rezultatem firmy było trzecie miejsce Rosiera w Grand Prix Szwajcarii 1950 i Belgii 1950. Louis Rosier i jego syn Jean-Louis wygrali jednakże 24h Le Mans w 1950 roku.
W 1951 roku Lago wycofał firmę z Formuły 1, po czym skoncentrował się na wyścigach samochodów sportowych. W 1959 roku sprzedał ją Simce.

## Wyniki w Formule 1
| Legenda oznaczeń w tabelach wyników Wyświetl szablon na nowej stronie | Legenda oznaczeń w tabelach wyników Wyświetl szablon na nowej stronie                                                                     |
| Oznaczenie                                                            | Wyjaśnienie |
| --------------------------------------------------------------------- | --- |
| Złoty                                                                 | Zwycięzca lub mistrzostwo |
| Srebrny                                                               | 2. miejsce lub wicemistrzostwo |
| Brązowy                                                               | 3. miejsce lub II wicemistrzostwo |
| Zielony                                                               | Ukończył, punktował (w klasyfikacji generalnej, gdy zdobył co najmniej jeden punkt na przestrzeni sezonu, poza trzema powyższymi opcjami) |
| Niebieski                                                             | Ukończył, nie punktował (w klasyfikacji generalnej, gdy nie zdobył co najmniej jednego punktu na przestrzeni sezonu)                      |
| Czerwony                                                              | Nie zakwalifikował się (NZ) |
| Czerwony                                                              | Nie prekwalifikował się (NPK) |
| Różowy                                                                | Nie ukończył (NU) |
| Różowy                                                                | Niesklasyfikowany (NS) (w klasyfikacji generalnej, gdy nie został sklasyfikowany w żadnym wyścigu sezonu)                                 |
| Czarny                                                                | Zdyskwalifikowany (DK) |
| Czarny                                                                | Wykluczony (WYK/EX) |
| Biały                                                                 | Nie wystartował (NW) |
| Biały                                                                 | Kontuzjowany (K/INJ) |
| Biały                                                                 | Wyścig odwołany (OD/C) |
| Bez koloru                                                            | Został wycofany (WYC/WD) |
| Bez koloru                                                            | Nie przybył (NP/DNA) |
| Bez koloru                                                            | Nie brał udziału w treningach (NT/DNP) |
| Bez koloru                                                            | Nie został zgłoszony (–) |
| Pogrubienie                                                           | Start z pole position |
| Kursywa                                                               | Najszybsze okrążenie wyścigu |
| †                                                                     | Nie ukończył, ale jego rezultat został zaliczony ze względu na przejechanie więcej niż 90% dystansu wyścigu.                              |
| *                                                                     | Sezon w trakcie |
| 1/2/3                                                                 | Punktowana pozycja w sprincie kwalifikacyjnym                                                                                             |
| Lista systemów punktacji Formuły 1                                    | |

| Sezon | Konstruktor | Silnik | Kierowcy              | Wyniki w poszczególnych eliminacjach | Wyniki w poszczególnych eliminacjach | Wyniki w poszczególnych eliminacjach | Wyniki w poszczególnych eliminacjach | Wyniki w poszczególnych eliminacjach | Wyniki w poszczególnych eliminacjach | Wyniki w poszczególnych eliminacjach | Wyniki w poszczególnych eliminacjach | Wyniki kierowców | Wyniki kierowców |
| Sezon | Konstruktor | Silnik | Kierowcy              | Wielka Brytania                      | Monako                               | Stany Zjednoczone                    | Szwajcaria                           | Belgia                               | Francja                              | Włochy                               |                                      | Pkt.             | Msc.             |
| ----- | ----------- | ------ | --------------------- | ------------------------------------ | ------------------------------------ | ------------------------------------ | ------------------------------------ | ------------------------------------ | ------------------------------------ | ------------------------------------ | ------------------------------------ | ---------------- | ---------------- |
| 1950  | Talbot-Lago | Talbot | Yves Giraud-Cabantous | 4                                    |                                      |                                      | NU                                   | NU                                   | 8                                    |                                      |                                      | 3                | 14               |
| 1950  | Talbot-Lago | Talbot | Louis Rosier          | 5                                    | NU                                   |                                      | 3                                    | 3                                    | 6*                                   | 4                                    |                                      | 13               | 4                |
| 1950  | Talbot-Lago | Talbot | Philippe Étancelin    | 8                                    | NU                                   |                                      | NU                                   | NU                                   | 5*                                   | 5                                    |                                      | 3                | 18               |
| 1950  | Talbot-Lago | Talbot | Eugène Martin         | NU                                   |                                      |                                      | NU                                   |                                      |                                      |                                      |                                      | 0                | NS               |
| 1950  | Talbot-Lago | Talbot | Johnny Claes          | 11                                   | 7                                    |                                      | 10                                   | 8                                    | NU                                   | NU                                   |                                      | 0                | 28               |
| 1950  | Talbot-Lago | Talbot | Harry Schell          |                                      |                                      |                                      | 8                                    |                                      |                                      |                                      |                                      | 0                | 33               |
| 1950  | Talbot-Lago | Talbot | Raymond Sommer        |                                      |                                      |                                      |                                      | NU                                   | NU                                   | NU                                   |                                      | 0 (3)            | 15               |
| 1950  | Talbot-Lago | Talbot | Eugène Chaboud        |                                      |                                      |                                      |                                      | NU                                   | 5*                                   |                                      |                                      | 1                | 20               |
| 1950  | Talbot-Lago | Talbot | Pierre Levegh         |                                      |                                      |                                      |                                      | 7                                    | NU                                   | NU                                   |                                      | 0                | 29               |
| 1950  | Talbot-Lago | Talbot | Charles Pozzi         |                                      |                                      |                                      |                                      |                                      | 6*                                   |                                      |                                      | 0                | 25               |
| 1950  | Talbot-Lago | Talbot | Guy Mairesse          |                                      |                                      |                                      |                                      |                                      |                                      | NU                                   |                                      | 0                | NS               |
| 1950  | Talbot-Lago | Talbot | Henri Louveau         |                                      |                                      |                                      |                                      |                                      |                                      | NU                                   |                                      | 0                | NS               |
| 1951  |             |        |                       | Szwajcaria                           | Stany Zjednoczone                    | Belgia                               | Francja                              | Wielka Brytania                      | Niemcy                               | Włochy                               |                                      | Pkt.             | Msc.             |
| 1951  | Talbot-Lago | Talbot | Johnny Claes          | 13                                   |                                      | 7                                    | NU                                   | 13                                   | 11                                   | NU                                   | NU                                   | 0                | 26               |
| 1951  | Talbot-Lago | Talbot | Philippe Étancelin    | 10                                   |                                      | NU                                   | NU                                   |                                      | NU                                   |                                      | 8                                    | 0                | 30               |
| 1951  | Talbot-Lago | Talbot | Yves Giraud-Cabantous | NU                                   |                                      | 5                                    | 7                                    |                                      | NU                                   | 8                                    | NU                                   | 2                | 18               |
| 1951  | Talbot-Lago | Talbot | Louis Rosier          | 9                                    |                                      | 4                                    | NU                                   | 10                                   | 8                                    | 7                                    | 7                                    | 3                | 13               |
| 1951  | Talbot-Lago | Talbot | Henri Louveau         | NU                                   |                                      |                                      |                                      |                                      |                                      |                                      |                                      | 0                | NS               |
| 1951  | Talbot-Lago | Talbot | Guy Mairesse          | 14                                   |                                      |                                      | 9                                    |                                      |                                      |                                      |                                      | 0                | 35               |
| 1951  | Talbot-Lago | Talbot | José Froilán González | NU                                   |                                      |                                      |                                      |                                      |                                      |                                      |                                      | 0 (24)           | 3                |
| 1951  | Talbot-Lago | Talbot | Louis Chiron          |                                      |                                      | NU                                   | 6                                    | NU                                   | NU                                   | NU                                   | NU                                   | 0                | 20               |
| 1951  | Talbot-Lago | Talbot | André Pilette         |                                      |                                      | 6                                    |                                      |                                      |                                      |                                      |                                      | 0                | 22               |
| 1951  | Talbot-Lago | Talbot | Pierre Levegh         |                                      |                                      | 8                                    |                                      |                                      | 9                                    | NU                                   |                                      | 0                | 29               |
| 1951  | Talbot-Lago | Talbot | Eugène Chaboud        |                                      |                                      |                                      | 8                                    |                                      |                                      |                                      |                                      | 0                | 31               |
| 1951  | Talbot-Lago | Talbot | Duncan Hamilton       |                                      |                                      |                                      |                                      | 12                                   | NU                                   |                                      |                                      | 0                | 41               |
| 1951  | Talbot-Lago | Talbot | Jacques Swaters       |                                      |                                      |                                      |                                      |                                      | 10                                   | NU                                   |                                      | 0                | 38               |
| 1951  | Talbot-Lago | Talbot | Georges Grignard      |                                      |                                      |                                      |                                      |                                      |                                      |                                      | NU                                   | 0                | NS               |

* – samochód dzielony.
Do sezonu 1957 włącznie nie przyznawano punktów w klasyfikacji konstruktorów.